# Dick Lundy (animador)
Richard "Dick" Lundy (Sault Ste. Marie (Michigan), 14 de agosto de 1907 – San Diego, Califórnia, 7 de abril de 1990) foi um cineasta e animador americano, responsável pela criação do Pato Donald.
Lundy trabalhou para uma série de estúdios, incluindo a Walt Disney Productions (onde trabalhou em Steamboat Willie, entre muitos outros filmes), Walter Lantz, e Metro-Goldwyn-Mayer, e é mais notável por dirigir alguns episódios do Pica-Pau e de Andy Panda.